# Римец (комуна)
Римец (рум. Râmeț) — комуна у повіті Алба в Румунії. До складу комуни входять такі села (дані про населення за 2002 рік):
- Боцань (10 осіб)
- Бредешть (49 осіб)
- Валя-Інзелулуй (87 осіб)
- Валя-Менестірій (172 особи)
- Валя-Поєній (54 особи)
- Валя-Узей (59 осіб)
- Валя-Феджетулуй (48 осіб)
- Вледешть (36 осіб)
- Кея (5 осіб)
- Которешть (107 осіб)
- Олтень (26 осіб)
- Римец (64 особи) — адміністративний центр комуни
- Флорешть (34 особи)

Комуна розташована на відстані 289 км на північний захід від Бухареста, 26 км на північ від Алба-Юлії, 51 км на південь від Клуж-Напоки.

## Населення
За даними перепису населення 2002 року у комуні проживала 751 особа, усі — румуни. Усі жителі комуни рідною мовою назвали румунську.
Склад населення комуни за віросповіданням:
| Релігія     | Кількість осіб | Відсоток |
| ----------- | -------------- | -------- |
| православні | 750            | 99,9%    |